# 5-й гвардейский истребительный авиационный полк
5-й гвардейский истребительный авиационный Берлинский Краснознамённый ордена Богдана Хмельницкого полк (5-й гв. иап) — воинская часть Военно-воздушных сил (ВВС) РККА, принимавшая участие в боевых действиях Великой Отечественной войны.
Самый результативный истребительный полк Великой Отечественной войны по количеству сбитых в воздухе самолётов противника в авиации ВВС РККА.

## Наименования полка
За весь период своего существования полк несколько раз менял своё наименование:
- 129-й истребительный авиационный полк;
- 5-й гвардейский истребительный авиационный полк;
- 5-й гвардейский истребительный авиационный Краснознамённый полк;
- 5-й гвардейский истребительный авиационный Краснознамённый ордена Богдана Хмельницкого полк;
- 5-й гвардейский истребительный авиационный Берлинский Краснознамённый ордена Богдана Хмельницкого полк;
- Войсковая часть (полевая почта) 23301.

## Создание полка

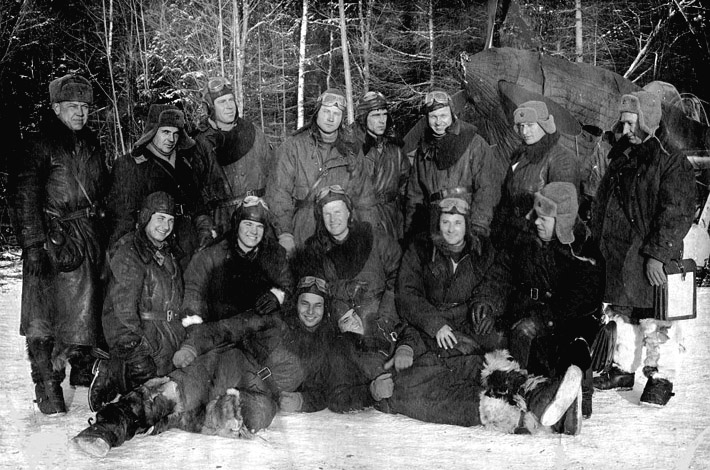
2-я эскадрилья 5-го гвиап в день формирования 6 декабря 1941 года

5-й гвардейский истребительный авиационный полк образован 6 декабря 1941 года путём преобразования из 129-го истребительного авиационного полка на основании Приказа НКО СССР

## Преобразование полка
В связи с реформированием Вооруженных сил СССР:
- в августе 1989 года полк получил самолёты МиГ-29 расформированного 515-го истребительного авиационного Померанского ордена Богдана Хмельницкого полка
- 5-й гвардейский истребительный авиационный Берлинский Краснознамённый ордена Богдана Хмельницкого полк в октябре 1990 года был расформирован, лётный и технический состав передан в 642-й гвардейский истребительный авиационный Братиславский Краснознамённый полк, авиационная техника передана в авиационный полк в Березу и в 642-й гвардейский истребительный авиационный Братиславский Краснознамённый полк.[3]

## В действующей армии
В составе действующей армии:
- с 6 декабря 1941 года по 31 октября 1942 года, всего — 329 дней
- с 19 декабря 1942 года по 2 января 1944 года, всего — 379 дней
- с 12 мая 1944 года по 11 мая 1945 года, всего — 364 дня

Итого — 1072 дня

## Командиры полка
- майор Вихров Тимофей Григорьевич, с мая 1940 года по май 1941 года
- капитан, майор Беркаль, Юрий Михайлович, с 10 июня 1941 года по август 1942 года
- майор, подполковник Зайцев Василий Александрович, с 15 сентября 1942 года по март 1944 года
- майор Хвостиков Максим Семенович, с 09 апреля 1944 по 23 мая 1944 года
- подполковник Муштаев Павел Фомич, с 24 мая 1944 года по 18 августа 1944 года
- подполковник Виноградов Николай Сергеевич, с 18 августа 1944 года по февраль 1945 года
- подполковник Рулин Виктор Петрович с февраля 1945 года по 01 мая 1945 года (исполнял обязанности)
- подполковник Бабков Василий Петрович, с 1 мая 1945 года по 31 декабря 1945 года
- подполковник Майоров, Александр Иванович, с июля 1948 по сентябрь 1952 года[5]

## В составе соединений и объединений
| Период        | Фронт (округ)            | армия                | корпус                                       | дивизия                                              | примечание                                                                     |
| ------------- | ------------------------ | -------------------- | -------------------------------------------- | ---------------------------------------------------- | ------------------------------------------------------------------------------ |
| 06.12.1941 г. | Калининский фронт        |                      |                                              |                                                      | в непосредственном подчинении командующего ВВС фронта                          |
| 01.03.1942 г. | Калининский фронт        | ВВС 30-й армии       |                                              |                                                      |                                                                                |
| 10.05.1942 г. | Калининский фронт        | 3-я воздушная армия  |                                              | 209-я истребительная авиационная дивизия             | ЛаГГ-3                                                                         |
| 01.07.1942 г. | Калининский фронт        | 3-я воздушная армия  |                                              | 210-я истребительная авиационная дивизия             | ЛаГГ-3                                                                         |
| 31.10.1942 г. | Московский военный округ |                      |                                              | 2-й запасной истребительный авиационный полк         | доукомплектование и переучивание (ст. Сейма Горьковская область) Ла-5          |
| 19.12.1942 г. | Юго-Западный фронт       | 17-я воздушная армия | 3-й смешанный авиационный корпус             | 207-я истребительная авиационная дивизия             | Ла-5                                                                           |
| 24.08.1943 г. | Юго-Западный фронт       | 17-я воздушная армия | 1-й гвардейский смешанный авиационный корпус | 11-я гвардейская истребительная авиационная дивизия  | Ла-5                                                                           |
| 20.10.1943 г. | 3-й Украинский фронт     | 17-я воздушная армия | 1-й гвардейский смешанный авиационный корпус | 11-я гвардейская истребительная авиационная дивизия  | Ла-5                                                                           |
| 03.01.1944 г. | Резерв Ставки ВГК        |                      | 1-й гвардейский смешанный авиационный корпус | 11-я гвардейская истребительная авиационная дивизия  | Ла-5                                                                           |
| 02.05.1944 г. | 3-й Украинский фронт     | 17-я воздушная армия | 1-й гвардейский смешанный авиационный корпус | 11-я гвардейская истребительная авиационная дивизия  | Ла-5                                                                           |
| 08.07.1944 г. | 1-й Украинский фронт     | 8-я воздушная армия  | 1-й гвардейский смешанный авиационный корпус | 11-я гвардейская истребительная авиационная дивизия  | Ла-5                                                                           |
| 21.07.1944 г. | 1-й Украинский фронт     | 2-я воздушная армия  | 1-й гвардейский смешанный авиационный корпус | 11-я гвардейская истребительная авиационная дивизия  | Ла-5                                                                           |
| 08.09.1944 г. | 1-й Украинский фронт     | 2-я воздушная армия  | 2-й гвардейский штурмовой авиационный корпус | 11-я гвардейская истребительная авиационная дивизия  | Ла-5                                                                           |
| 01.01.1945 г. | 1-й Украинский фронт     | 2-я воздушная армия  | 2-й гвардейский штурмовой авиационный корпус | 11-я гвардейская истребительная авиационная дивизия  | полк получает единичные экземпляры Ла-7                                        |
| 08.04.1945 г. | 1-й Украинский фронт     | 2-я воздушная армия  | 2-й гвардейский штурмовой авиационный корпус | 11-я гвардейская истребительная авиационная дивизия  | Ла-5, Ла-7, полк получает 12 самолётов Як-9У, самолёты переданы в другие части |
| 11.05.1945 г. | 1-й Украинский фронт     | 2-я воздушная армия  | 2-й гвардейский штурмовой авиационный корпус | 11-я гвардейская истребительная авиационная дивизия  | Ла-5, Ла-7                                                                     |
| 10.06.1946 г. | Центральная группа войск |                      | 2-й гвардейский штурмовой авиационный корпус | 11-я гвардейская истребительная авиационная дивизия  | Ла-5, Ла-7                                                                     |
| 10.01.1949 г. | Центральная группа войск |                      |                                              | 195-я гвардейская истребительная авиационная дивизия |                                                                                |
| 01.04.1968 г. | Южная группа войск       | 36-я воздушная армия |                                              | 11-я гвардейская истребительная авиационная дивизия  |                                                                                |
| 04.10.1990 г. | Одесский военный округ   | 5-я воздушная армия  |                                              |                                                      | вошел в состав 642-го гвардейского иап                                         |

## Участие в операциях и битвах

Лётчики 5-го гвардейского истребительного авиационного полка. Слева направо: Ю. М. Беркаль, В. В. Ефремов, Г. Д. Онуфриенко, Б. Афанасьев, Н. Е. Романов, Г. А. Инякин, И. Бикмухамедов, В. П. Рулин

- Белорусская стратегическая оборонительная операция с 22 июня 1941 года по 9 июля 1941 года
  - Приграничное сражение в Белоруссии с 22 июня 1941 года по 25 июня 1941 года
  - Контрудар на борисовском направлении с 6 июля 1941 года по 9 июля 1941 года
  - Контрудар на лепельском направлении с 6 июля 1941 года по 10 июля 1941 года
- Битва под Москвой с 30 сентября 1941 года по 20 октября 1941 года
- Среднедонская операция с 16 декабря 1942 года по 30 декабря 1942 года
- Ворошиловградская операция «Скачок» с 29 января 1943 года по 18 февраля 1943 года
- воздушная операция 6 мая 1943 года
- Изюм-Барвенковская операция с 17 июля 1943 года по 27 июля 1943 года
- Белгородско-Харьковская операция «Румянцев» с 3 августа 1943 года по 23 августа 1943 года
- Донбасская операция с 13 августа 1943 года по 22 сентября 1943 года
- Запорожская операция с 10 октября 1943 года по 14 октября 1944 года
- Днепропетровская операция с 23 октября 1943 года по 5 ноября 1943 года
- Львовско-Сандомирская операция с 13 июля 1944 года по 3 августа 1944 года
- Висло-Одерская операция с 12 января 1945 года по 3 февраля 1945 года
- Нижне-Силезская операция с 8 февраля 1945 года по 24 февраля 1945 года
- Верхне-Силезская наступательная операция с 15 марта по 31 марта 1945 года
- Берлинская операция с 16 апреля 1945 года по 8 мая 1945 года
- Пражская операция с 5 мая 1945 года по 12 мая 1945 года

## Почётные наименования
- За отличие в боях при овладении столицей Германии городом Берлин приказом ВГК 5-му гвардейскому Краснознамённому истребительному авиационному полку присвоено почетное наименование «Берлинский»[6]

## Награды
- 5-й гвардейский истребительный авиационный полк 9 февраля 1945 года «За образцовое выполнение боевых заданий командования в боях с немецкими захватчиками при выходе на реку Одер и овладение городами Бернштадт, Намслау, Карльсмаркт, Тост, Бишофсталь и проявленные при этом доблесть и мужество» Указом Президиума Верховного Совета СССР награждён Орденом Красного Знамени[7]
- 5-й гвардейский истребительный авиационный полк 4 июня 1945 года «За образцовое выполнение боевых заданий командования при овладении городом Дрезден и проявленные при этом доблесть и мужество» Указом Президиума Верховного Совета СССР награждён Орденом Богдана Хмельницкого 2 степени[8]

## Отличившиеся воины полка
Всего за годы войны звание Герой Советского Союза присвоено 27 лётчикам, проходившим службу в полку, из них 2 лётчика — дважды и 22 в составе полка, а 5 лётчикам после перевода в другой полк.
- Зайцев Василий Александрович, подполковник, командир полка
- Попков Виталий Иванович, капитан, командир эскадрильи 5-го гвардейского истребительного авиационного полка 11-й гвардейской истребительной авиационной дивизии 2-го гвардейского штурмового авиационного корпуса 2-й воздушной армии Указом Президиума Верховного Совета СССР от 27 июня 1945 года удостоен звания дважды Героя Советского Союза. Золотая Звезда № 7900
- Азаров Евгений Александрович, майор, командир эскадрильи 19-го истребительного авиационного полка, проходил службу в 1942 году в должности лётчика, Указом Президиума Верховного Совета СССР от 19 августа 1944 года, Золотая Звезда № 4690
- Баевский Георгий Артурович, старший лейтенант, штурман эскадрильи 5-го гвардейского истребительного авиационного полка 11-й гвардейской истребительной авиационной дивизии 1-го гвардейского смешанного авиационного корпуса 17-й воздушной армии Указом Президиума Верховного Совета СССР 4 февраля 1944 года удостоен звания Героя Советского Союза. Золотая Звезда № 2805[9]
- Бабков Василий Петрович, подполковник, командир полка, Указом Президиума Верховного Совета СССР от 23 ноября 1942 года за образцовое выполнение боевых заданий командования на фронте борьбы с немецкими захватчиками и проявленные при этом отвагу и геройство присвоено звание Героя Советского Союза с вручением ордена Ленина и медали «Золотая Звезда» (№ 767)
- Бахвалов Василий Петрович, старший политрук, военком эскадрильи 5-го гвардейского истребительного авиационного полка 11-й гвардейской истребительной авиационной дивизии Указом Президиума Верховного Совета СССР 15 января 1940 года удостоен звания Героя Советского Союза. Золотая Звезда № 199
- Быковский, Евгений Власович, гвардии младший лейтенант, старший лётчик. Указом Президиума Верховного Совета СССР от 14 мая 1965 года.
- Глинкин Сергей Григорьевич, лейтенант, командир звена 5-го гвардейского истребительного авиационного полка 11-й гвардейской истребительной авиационной дивизии 1-го гвардейского смешанного авиационного корпуса 17-й воздушной армии Указом Президиума Верховного Совета СССР 4 февраля 1944 года удостоен звания Героя Советского Союза. Золотая Звезда № 3216[10]
- Городничев Николай Павлович, заместитель командира эскадрильи 5-го гвардейского истребительного авиационного полка ВВС 30-й армии Указом Президиума Верховного Совета СССР 5 мая 1942 года удостоен звания Героя Советского Союза. Золотая Звезда № 615
- Дмитриев Николай Павлович, командир эскадрильи 5-го гвардейского истребительного авиационного полка 11-й гвардейской истребительной авиационной дивизии Указом Президиума Верховного Совета СССР 24 августа 1943 года удостоен звания Героя Советского Союза. Золотая Звезда № 1262
- Ефремов Василий Васильевич, заместитель командира эскадрильи 5-го гвардейского истребительного авиационного полка 11-й гвардейской истребительной авиационной дивизии Указом Президиума Верховного Совета СССР 5 мая 1942 года удостоен звания Героя Советского Союза. Золотая Звезда № 568
- Игнатьев Михаил Трофимович, заместитель командира эскадрильи 5-го гвардейского истребительного авиационного полка 11-й гвардейской истребительной авиационной дивизии Указом Президиума Верховного Совета СССР 24 августа 1943 года удостоен звания Героя Советского Союза. Золотая Звезда № 1119
- Караев Александр Акимович, заместитель командира эскадрильи 5-го гвардейского истребительного авиационного полка 11-й гвардейской истребительной авиационной дивизии, будучи заместителем командира эскадрильи 176-го гвардейского иап, Указом Президиума Верховного Совета СССР 23 февраля 1945 года удостоен звания Героя Советского Союза. Золотая Звезда № 4915
- Киянченко Николай Степанович, командир эскадрильи 5-го гвардейского истребительного авиационного полка 11-й гвардейской истребительной авиационной дивизии, будучи штурманом 106-го гвардейского иап, Указом Президиума Верховного Совета СССР 27 июня 1945 года удостоен звания Героя Советского Союза. Золотая Звезда № 7649
- Ковац Петр Семенович, командир эскадрильи 129-го истребительного авиационного полка 47-й смешанной авиационной дивизии Указом Президиума Верховного Совета СССР 12 апреля 1942 года удостоен звания Героя Советского Союза. Посмертно.
- Кондратюк Александр Александрович, заместитель командира эскадрильи 5-го гвардейского истребительного авиационного полка 11-й гвардейской истребительной авиационной дивизии Указом Президиума Верховного Совета СССР 5 мая 1942 года удостоен звания Героя Советского Союза. Золотая Звезда № 567
- Кузнецов Иннокентий Васильевич, лётчик 129-го истребительного авиационного полка 207-й истребительной авиационной дивизии Указом Президента СССР от 22 марта 1991 года удостоен звания Героя Советского Союза. Золотая Звезда № 11642
- Лавейкин Иван Павлович, командир эскадрильи 5-го гвардейского истребительного авиационного полка 11-й гвардейской истребительной авиационной дивизии Указом Президиума Верховного Совета СССР 24 августа 1943 года удостоен звания Героя Советского Союза. Золотая Звезда № 1113
- Мастерков Александр Борисович, старший лейтенант, командир звена 5-го гвардейского истребительного авиационного полка 11-й гвардейской истребительной авиационной дивизии 2-го гвардейского штурмового авиационного корпуса 2-й воздушной армии Указом Президиума Верховного Совета СССР от 27 июня 1945 года удостоен звания Героя Советского Союза. Посмертно
- Мещеряков Иван Иванович, командир эскадрильи 5-го гвардейского истребительного авиационного полка 11-й гвардейской истребительной авиационной дивизии Указом Президиума Верховного Совета СССР 5 мая 1942 года удостоен звания Героя Советского Союза.
- Орлов Александр Иванович, капитан, командир эскадрильи 5-го гвардейского истребительного авиационного полка 11-й гвардейской истребительной авиационной дивизии 2-го гвардейского штурмового авиационного корпуса 2-й воздушной армии Указом Президиума Верховного Совета СССР от 27 июня 1945 года удостоен звания Героя Советского Союза. Золотая Звезда № 7654
- Онуфриенко Григорий Денисович, командир эскадрильи 129-го истребительного авиационного полка Указом Президиума Верховного Совета СССР 12 апреля 1942 года удостоен звания Героя Советского Союза. Золотая Звезда № 685
- Пчёлкин Александр Иванович, старший лейтенант, командир эскадрильи 5-го гвардейского истребительного авиационного полка 11-й гвардейской истребительной авиационной дивизии 2-го гвардейского штурмового авиационного корпуса 2-й воздушной армии Указом Президиума Верховного Совета СССР от 27 июня 1945 года удостоен звания Героя Советского Союза. Золотая Звезда № 8631
- Песков Павел Ильич, командир звена 5-го гвардейского истребительного авиационного полка 11-й гвардейской истребительной авиационной дивизии Указом Президиума Верховного Совета СССР 5 мая 1942 года удостоен звания Героя Советского Союза. Золотая Звезда № 572
- Соколов Анатолий Михайлович, военный комиссар эскадрильи 5-го гвардейского истребительного авиационного полка Указом Президиума Верховного Совета СССР 12 апреля 1942 года удостоен звания Героя Советского Союза. Посмертно.
- Сытов Иван Никитович, заместитель командира эскадрильи 5-го гвардейского истребительного авиационного полка 11-й гвардейской истребительной авиационной дивизии Указом Президиума Верховного Совета СССР 8 сентября 1943 года удостоен звания Героя Советского Союза. Золотая Звезда № 567
- Харламов Семён Ильич, лётчик 5-го гвардейского истребительного авиационного полка 11-й гвардейской истребительной авиационной дивизии, будучи командиром эскадрильи 163-го гвардейского истребительного авиационного полка Указом Президиума Верховного Совета СССР 23 февраля 1945 года удостоен звания Героя Советского Союза. Золотая Звезда № 5407
- Шардаков Игорь Александрович, гвардии старший лейтенант, заместитель командира эскадрильи 5-го гвардейского истребительного авиационного полка 11-й гвардейской истребительной авиационной дивизии Указом Президиума Верховного Совета СССР 8 сентября 1943 года удостоен звания Героя Советского Союза. Золотая Звезда № 1081
- Ярёменко Евгений Михайлович, капитан, заместитель командира эскадрильи 5-го гвардейского истребительного авиационного полка 11-й гвардейской истребительной авиационной дивизии 2-го гвардейского штурмового авиационного корпуса 2-й воздушной армии Указом Президиума Верховного Совета СССР от 27 июня 1945 года удостоен звания Героя Советского Союза. Золотая Звезда № 7661

## Статистика боевых действий
Всего за годы Великой Отечественной войны полком:
| Выполнено боевых вылетов | Сбито самолётов в воздухе | Уничтожено самолётов всего |
| ------------------------ | ------------------------- | -------------------------- |
| 15 464                   | 657                       | 739                        |

Свои потери:
| Потеряно самолётов, всего | Погибло лётчиков всего | Погибло лётчиков в воздушных боях | Не вернулись с боевого задания |
| ------------------------- | ---------------------- | --------------------------------- | ------------------------------ |
| 320                       | 83                     | 27                                | 23                             |

## Базирование полка
| Период                | Аэродром базирования       |
| --------------------- | -------------------------- |
| май 1945 года         | Котбус, Германия           |
| июль 1945 года        | Парндорф, Австрия          |
| ноябрь 1945           | Веспрем, Венгрия           |
| сентябрь 1949 года    | Папа, Венгрия              |
| ноябрь 1956 года      | Тёкель, Венгрия            |
| июнь 1963 года        | Шармеллёк, Венгрия         |
| 20 августа 1968 года  | Братислава, Чехословакия   |
| 23 октября 1968 года  | Шармеллёк, Венгрия         |
| 01 сентября 1990 года | Вознесенск, Украинская ССР |

## Самолёты на вооружении
| Период            | Самолеты     |
| ----------------- | ------------ |
| 1940 — 1941       | И-153        |
| 1940 — 1941       | МиГ-3        |
| 1941 — 1942       | ЛаГГ-3       |
| 1942 — 1945       | Ла-5         |
| 1945 — 1949       | Ла-7         |
| 1949 — 1954       | МиГ-15       |
| 1954 — 1963       | МиГ-17 Ф, ПФ |
| 1956 — 1963       | МиГ-19С      |
| 1963 — 1975       | МиГ-21ПФМ    |
| 1975- 1989        | МиГ-23М      |
| 08.1989 — 09.1990 | МиГ-29       |

## Художественные фильмы, связанные с полком
Герои полка и события, происшедшие во время войны стали прототипом и прообразом героев и событий фильма «В бой идут одни «старики»» (режиссёр: Л. Быков, производство: киностудия им. А. Довженко).
Факты из биографии лётчика полка дважды Героя Советского Союза Виталия Ивановича Попкова легли в основу фильма. Прообразы: комэск Титаренко («Маэстро») и лейтенант Александров («Кузнечик»).

## Книги про историю полка
- Ильин Николай Григорьевич, Рулин Виктор Петрович. Гвардейцы в воздухе. — Москва: ДОСААФ, 1973. — 271 с..